# Komolý dvacetistěn
Komolý dvacetistěn je trojrozměrné těleso v prostoru, polopravidelný dvaatřicetistěn. Vzniká z dvacetistěnu seseknutím/zkomolením pětistěnných vrcholů právě o třetinu délky hrany, čímž vznikne 12 nových pětiúhelníků a z původních 20 trojúhelníků pak 20 pravidelných šestiúhelníků. Toto polopravidelné komolé těleso je dvaatřicetistěn, už ale jen archimédovský: má 32 stěn (12 pětiúhelníků a 20 šestiúhelníků), 90 hran a 60 vrcholů.
Toto těleso v praxi lze pozorovat jako molekulu fullerenu C60, je známo také jako šitá konstrukce míčů, typicky fotbalových.